# Paratrichocladius dewulfi
Paratrichocladius dewulfi är en tvåvingeart som först beskrevs av Maurice Emile Marie Goetghebuer 1934.  Paratrichocladius dewulfi ingår i släktet Paratrichocladius och familjen fjädermyggor.
Artens utbredningsområde är Kongo. Inga underarter finns listade i Catalogue of Life.